# Enbandad tallvivel
Enbandad tallvivel (Pissodes piniphilus) är en skalbaggsart som först beskrevs av Herbst 1797.  Enbandad tallvivel ingår i släktet Pissodes, och familjen vivlar. Arten är reproducerande i Sverige.